# Katholieke Kerk in San Marino

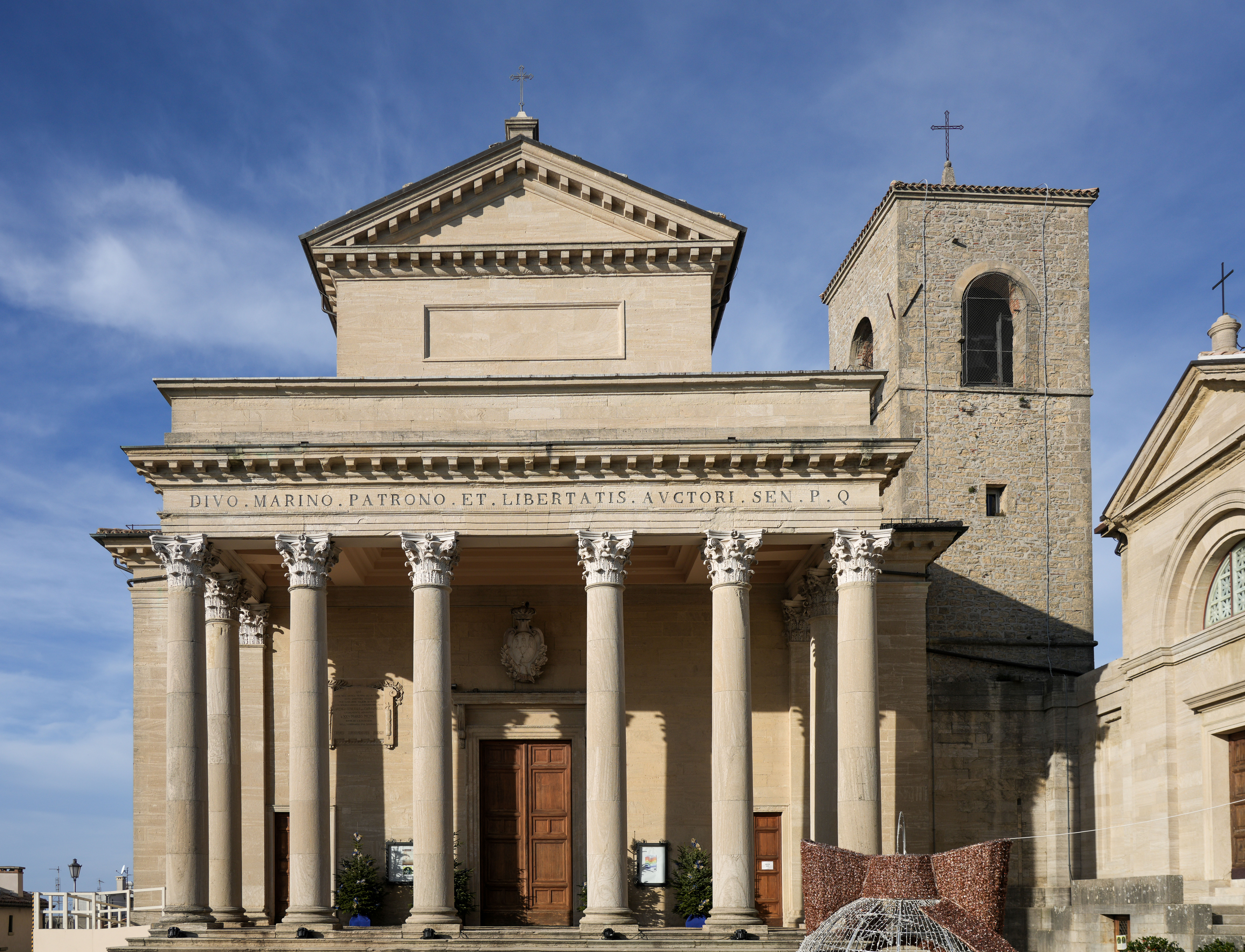
Basiliek van Sint-Bartolemeus in San Marino

De Katholieke Kerk in San Marino is, waar ongeveer 97% van de bevolking als katholiek bekend is, de grootste godsdienst in de Republiek San Marino. 
San Marino maakt deel uit van het bisdom San Marino-Montefeltro, dat zowel het territorium van de kleine republiek als een deel van de Italiaanse regio Emilia-Romagna omvat. Het bisdom is suffragaan aan het Italiaanse aartsbisdom Ravenna-Cervia. De republiek ontving twee keer pauselijk bezoek. In 1982 bezocht paus Johannes Paulus II de ministaat en in 2011 paus Benedictus XVI. De republiek kent twaalf parochies die vallen onder één dekenaat. De republiek kent geen kathedralen. De aan de heilige apostel Bartolomeus gewijde basiliek in San Marino, geldt wel officieus als cokathedraal van het bisdom, waarvan de zetel zich bevindt in de Italiaanse stad San Leo.
Apostolisch nuntius voor San Marino is sinds 11 maart 2024 aartsbisschop Petar Rajič, die ook nuntius is voor Italië.
Albanië · Andorra · Armenië · Azerbeidzjan · België · Bosnië en Herzegovina · Bulgarije · Cyprus · Denemarken · Duitsland · Estland · Finland · Frankrijk · Georgië · Griekenland · Groot-Brittannië · Hongarije · IJsland · Ierland · Italië · Kazachstan · Kroatië · Letland · Liechtenstein · Litouwen · Luxemburg · Malta · Moldavië · Monaco · Montenegro · Nederland · Noord-Macedonië · Noorwegen · Oekraïne · Oostenrijk · Polen · Portugal · Roemenië · Rusland · San Marino · Servië · Slovenië · Slowakije · Spanje · Tsjechië · Turkije · Vaticaanstad · Wit-Rusland · Zweden · Zwitserland